# Guinkirchen
Guinkirchen es una comuna francesa situada en el departamento de Mosela, en la región de Gran Este.

## Demografía
| 178 | 159 | 139 | 149 | 156 | 139 | 151 |
| Para los censos de 1962 a 1999 la población legal corresponde a la población sin duplicidades (Fuente: INSEE [Consultar]) |     |     |     |     |     |     |